# U.S. Route 61
Pour les articles homonymes, voir Route 61.
 (avril 2025).
U.S. Route 61 or U.S. Highway 61 (U.S. 61) is a major United States highway that extends 1,400 miles (2,300 km) between New Orleans, Louisiana and the city of Wyoming, Minnesota. The highway generally follows the course of the Mississippi River and is designated the Great River Road for much of its route. As of 2004, the highway's northern terminus in Wyoming, Minnesota, is at an intersection with Interstate 35 (I-35). Until 1991, the highway extended north on what is now Minnesota State Highway 61 (MN 61) through Duluth to the Canada–U.S. border near Grand Portage. Its southern terminus in New Orleans is at an intersection with U.S. Route 90 (US 90). The route was an important south–north connection in the days before the interstate highway system.
The highway is often called the Blues Highway because of its long history in blues music; part of the route lies on the Mississippi Blues Trail and is denoted by markers in Vicksburg and Tunica. It is also the subject of numerous musical works, and the route inspired the album Highway 61 Revisited by Bob Dylan.

## Description du tracé
|       | mi    | km    |
| ----- | ----- | ----- |
| LA    | 122   | 196   |
| MS    | 318   | 512   |
| TN    | 12    | 19    |
| AR    | 76    | 122   |
| MO    | 382   | 615   |
| IA    | 193   | 311   |
| WI    | 117   | 188   |
| MN    | 164   | 264   |
| Total | 1 384 | 2 227 |

### Louisiane

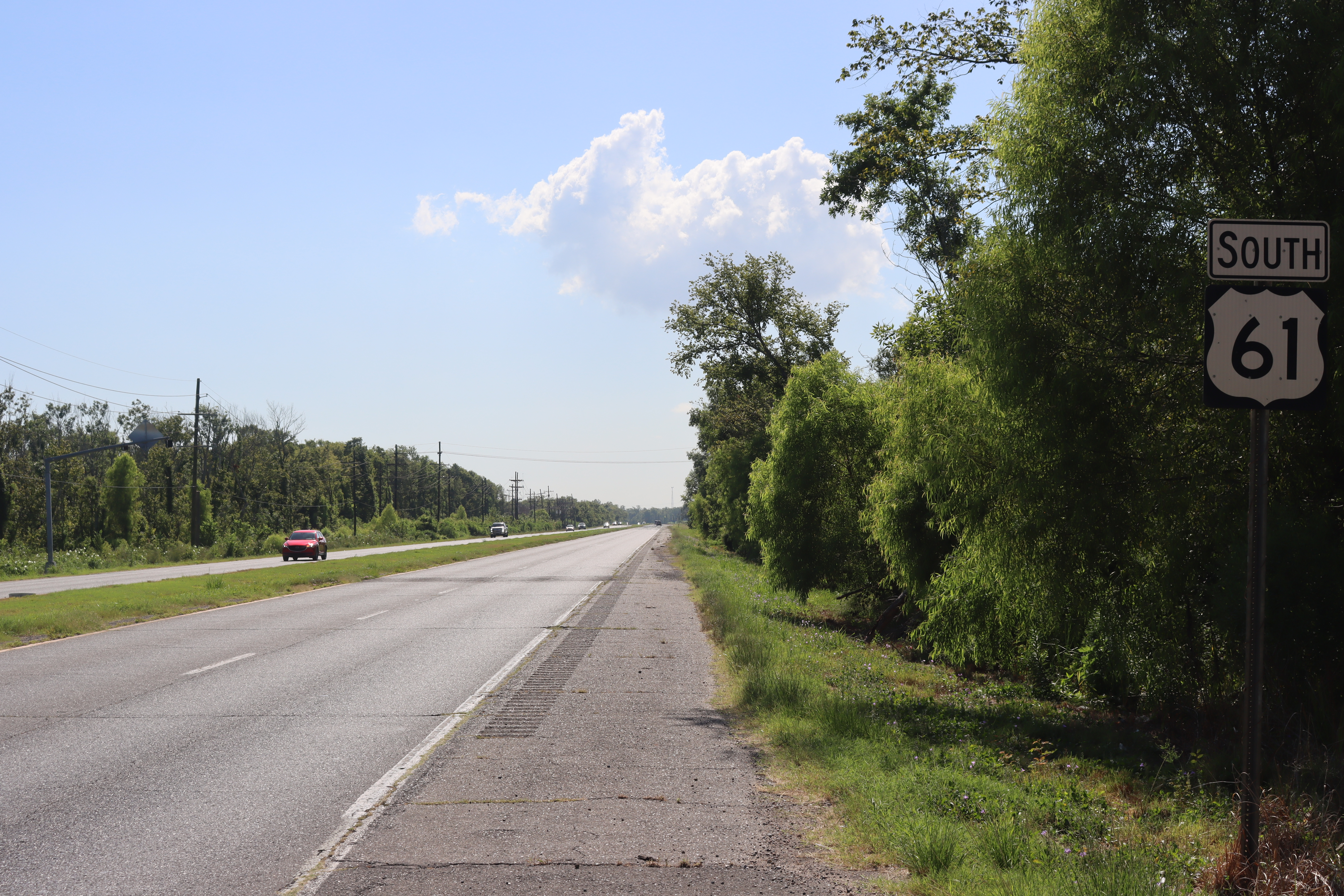
US 61 sud près de Gramercy, LA

La US 61 débute au centre de La Nouvelle-Orléans, à l'intersection avec la US 90. Elle se dirige vers l'ouest et passe au sud de l'Aéroport international de La Nouvelle-Orléans. Elle procède ensuite vers le nord-ouest en longeant l'I-10 jusqu'à Baton Rouge. Elle passe à l'est et au nord de la ville et la quitte vers le nord-ouest. Après Baton Rouge, elle passe dans des régions plus rurales de la Louisiane. Elle passe par Saint Francisville et atteint la frontière avec le Mississippi peu de temps après.

### Mississippi

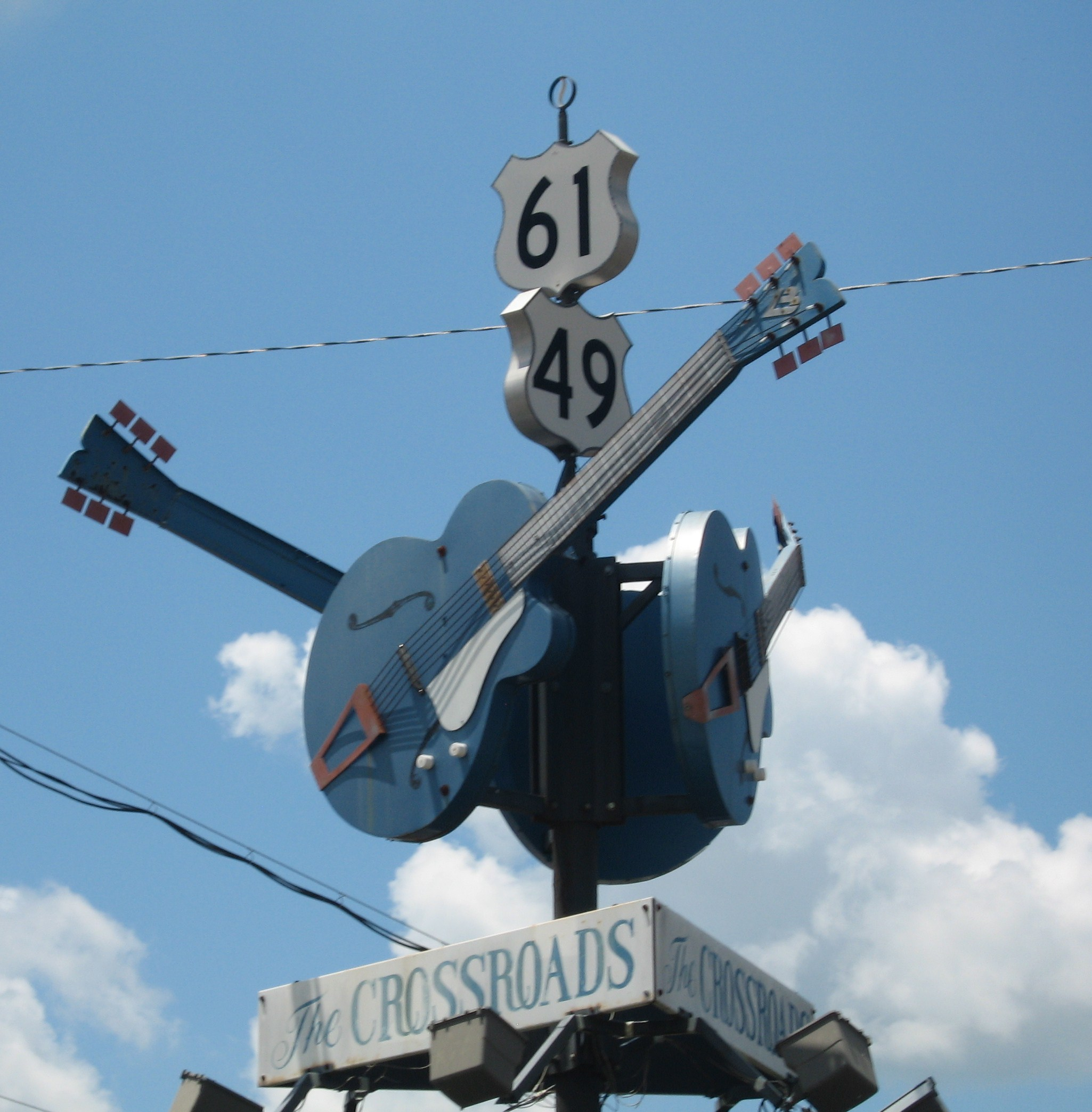
Intersection entre la US 49 et la US 61 à Clarksdale, MS

La US 61 entre au Mississippi au sud de Woodville. Elle se dirige vers le nord jusqu'à Natchez, puis, vers le nord-est jusqu'à Vicksburg. Elle longe la rive est du Mississippi sur ce parcours. À Vicksburg, elle forme un court multiplex avec l'I-20 et se poursuit vers le nord. Elle passe par Leland, Cleveland et Clarksdale, où elle entame un multiplex avec la US 49 sur quelques miles. Elle se dirige ensuite vers le nord et le nord-est, en direction de Memphis, Tennessee.

### Tennessee
La US 61 entre à Memphis comme South 3rd Street à South Memphis. Elle rejoint ensuite l'I-55 pour traverser le fleuve Mississippi pour atteindre West Memphis, en Arkansas. Elle ne parcourt qu'environ 12 miles (19 km) dans l'état.

### Arkansas
La route entre en Arkansas en multiplex avec l'I-55 / US 64 / US 70 / US 79 à West Memphis. Elle effleure le nord-ouest de la ville et forme un court multiplex avec l'I-40. Elle continue vers le nord toujours en multiplex avec l'I-55 et la US 64. La US 61 demeure en multiplex avec l'I-55 jusqu'aux environs de Turrell, où la US 61 se dirige le nord en demeurant parallèle à l'I-55. La route passe par de petites villes le long du Mississippi, dont Osceola, Luxora et Blytheville. Elle traverse cette dernière ville et continue vers le nord jusqu'à la frontière avec le Missouri.

### Missouri

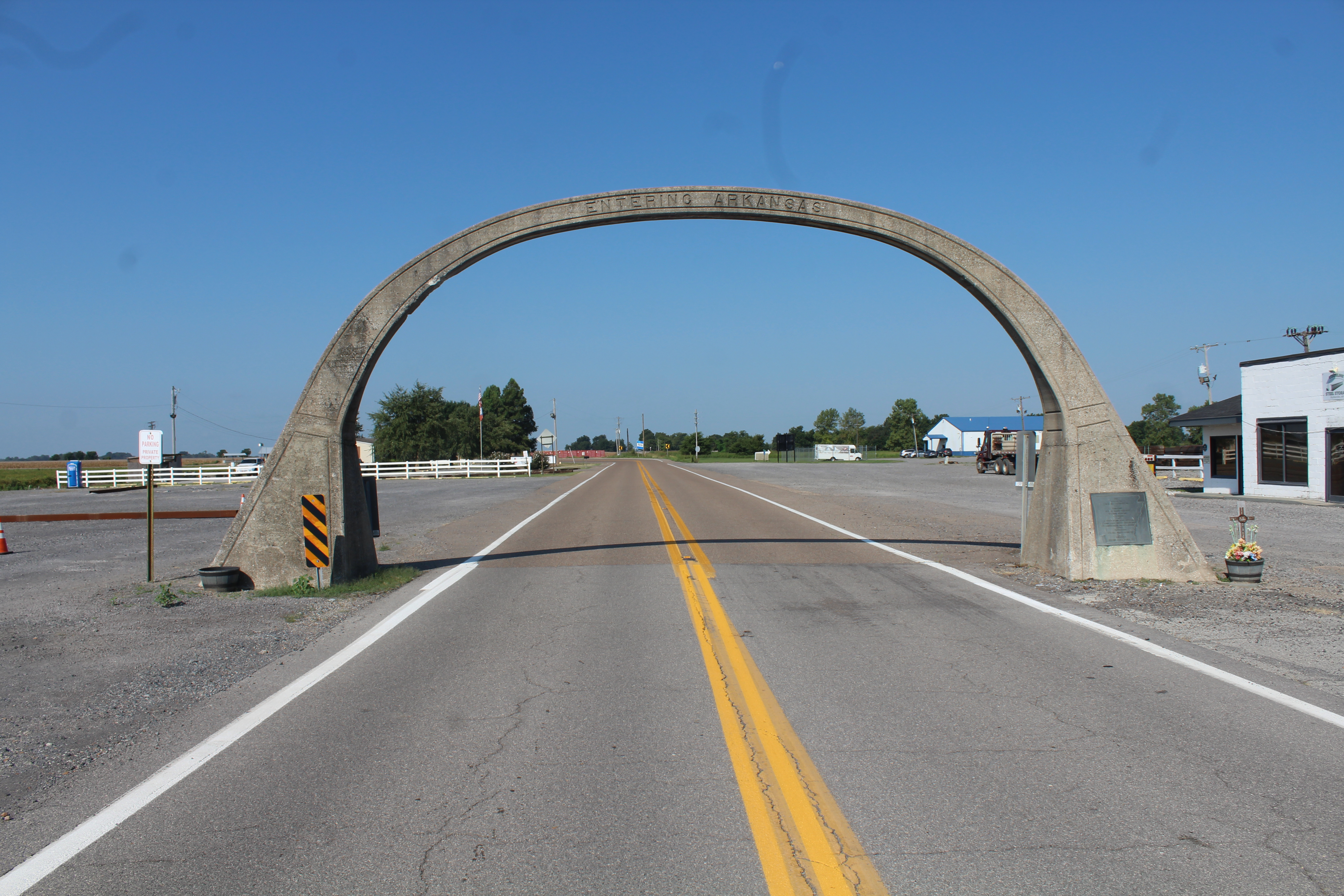
L'arche de la US 61 à la frontière entre l'Arkansas et le Missouri

La US 61 entre au Missouri au sud de Steele en passant sous une arche de béton marquant la frontière et construite en 1924. La route suit d'assez proche l'I-55 entre la frontière avec l'Arkansas et la région de Saint-Louis, ayant même quelques multiplex. À Steele, l'I-55 et la US 61 forment un multiplex jusqu'à Portageville. La route continue vers le nord en passant par Marston, Howardville, où elle débute un multiplex avec la US 62, New Madrid, Sikeston, où le multiplex prend fin et Scott City, où elle rejoint à nouveau l'I-55. Elle quitte l'autoroute à Fruitland et continue de la longer vers le nord-ouest. Elle passe par Perryville, St. Mary, Sainte-Genevieve, Bloomsdale, Crystal City, où elle débute un multiplex avec la US 67 et Mehlville, où elle entre dans la région de Saint-Louis.
À Mehlville, la US 61 / US 67 rejoint la US 50 et se continue vers le nord-ouest. À l'échangeur avec l'I-44, à Kirkwood, la US 50 quitte le multiplex et, à l'échangeur avec l'I-64 à Frontenac, c'est au tour de la US 61 de changer de route. La US 61 forme un multiplex avec l'I-64 sur toute sa longueur restante vers l'ouest. Au terminus de l'autoroute à l'I-70 à Wentzville, la US 61 poursuit le tracé vers le nord-ouest. Elle passe par Bowling Green et Hannibal, où elle prend un alignement vers le nord, toujours en longeant le Mississippi. Au sud-ouest de Keokuk, la route bifurque vers l'est et atteint la frontière avec l'Iowa, juste avant cette ville.

### Iowa
La US 61 entre en Iowa à Keokuk. La route continue vers le nord et passe par Burlington et Muscatine, où elle bifurque vers l'est. Elle atteint Davenport et contourne la ville par l'ouest et le nord, en multiplex avec l'I-280 et l'I-80. La route devient une autoroute vers le nord, jusqu'à De Witt. Elle continue vers Dubuque sous la forme d'une voie rapide et passe par Maquoketa avant d'arriver à Dubuque. Elle traverse la ville et atteint le fleuve Mississippi, marquant la frontière avec le Wisconsin. Elle traverse le fleuve au nord-est du centre-ville.

### Wisconsin
Sur la rive opposée du Mississippi, la US 61 entre dans le comté de Grant. Elle se dirige vers le nord et passe par Dickeyville, Lancaster, Fennimore, Boscobel et Reedstown, où elle forme un multiplex avec la US 14 pour le reste de son parcours au Wisconsin. C'est aussi là qu'elle bifurque vers le nord-ouest. Elle passe pas Westby et Coon Valley avant d'atteindre La Crosse. Elle passe dans l'ouest de la ville et traverse le Mississippi pour entrer au Minnesota.

### Minnesota

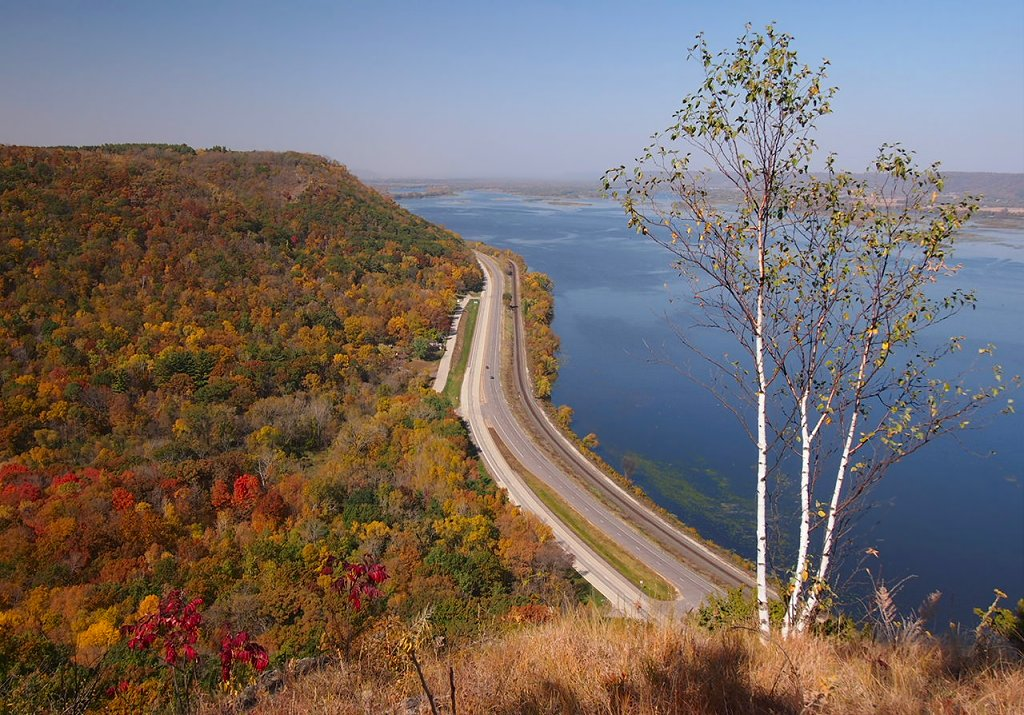
US 61 au Minnesota

La route entre au Minnesota en multiplex avec la US 14. Elle se dirige vers le nord-ouest et elle rencontre rapidement l'I-90. Elle forme un multiplex avec celle-ci jusqu'à Dakota. La US 14 / US 61 longe le fleuve et passe par Winona, Wabasha, Lake City et Red Wing. Elle traverse le fleuve à Hastings et rejoint la US 10 avant d'entrer à Saint Paul. Dans la ville, la route suit l'I-94 sur une courte distance et emprunte Mounds Boulevard, East 7th Street et Arcade Street dans l'est de la ville. Elle est parallèle à l'I-35E et à l'I-35 et passe par White Bear Lake, Hugo et Forest Lake avant d'atteindre Wyoming, où elle croise l'I-35 et prend fin.

## Intersections majeures
Louisiane
 US 90 à La Nouvelle-Orléans
 I-10 à La Nouvelle-Orléans
 I-310 à St. Rose
 US 51 à LaPlace
 I-10 au sud-est de Sorrento
 I-12 à Baton Rouge
 US 190 à Baton Rouge. Les routes forment un multiplex dans la ville.
 I-110 à Baton Rouge
 I-110 à Baton Rouge
Mississippi
 US 84 / US 425 à Natchez. La US 61 / US 84 forment un multiplex jusqu'à l'ouest de Washington.
 US 98 à l'ouest de Washington.
 I-20 / US 80 à Vicksburg. Les routes forment un multiplex dans la ville.
 US 82 / US 278 à l'est de Leland. La US 61 / US 278 forment un multiplex jusqu'à Clarksdale.
 US 49 à Clarksdale. Les routes forment un multiplex jusqu'au nord-ouest de Rich.
Tennessee
 I-55 à Memphis
 US 64 / US 70 / US 79 à Memphis. La US 61 / US 64 forment un multiplex jusqu'à Marion, Arkansas. La US 61 / US 70 / US 79 forment un multiplex jusqu'à West Memphis, Arkansas.
 I-55 à Memphis. Les routes forment un multiplex jusqu'à Turrell, Arkansas.
Arkansas
 I-40 à West Memphis. Les routes forment un multiplex dans la ville.
 I-555 à Turrell
 I-55 à Blytheville
Missouri
 I-55 à l'est de Steele. Les routes forment un multiplex jusqu'à Portageville.
 I-155 / US 412 à Hayti
 US 62 au sud-ouest de Howardville. Les routes forment un multiplex jusqu'à Sikeston.
 I-55 à New Madrid
 I-55 au nord de New Madrid
 Future I-57 / US 60 à Sikeston
 I-55 à Scott City. Les routes forment un multiplex jusqu'à Cap Girardeau.
 I-55 à Cap Girardeau
 I-55 au nord-est de Jackson
 I-55 au sud-est de Festus
 US 67 à Crystal City. Les routes forment un multiplex jusqu'aux limites entre Frontenac et Ladue.
 I-255 à Mehlville
 US 50 à Mehlville. Les routes forment un multiplex jusqu'aux limites entre Sunset Hills et Kirkwood.
 I-55 aux limites entre Concord, Mehlville et Green Park
 I-44 aux limites entre Sunset Hills et Kirkwood
 I-64 / US 40 aux limites entre Frontenac et Ladue. Les routes forment un multiplex jusqu'à Wentzville.
 I-270 à Town and Country
 I-70 à Wentzville
 US 54 au nord de Bowling Green
 I-72 / US 36 à Hannibal
 US 24 au sud de Palmyra. Les routes forment un multiplex jusqu'à Taylor.
 US 136 au nord-ouest d'Alexandria. Les routes forment un multiplex jusqu'à Keokuk, Iowa.
Iowa
 US 218 à Keokuk. Les routes forment un multiplex jusqu'au sud-ouest de Montrose.
 US 34 à Burlington
 I-280 à Davenport. Les routes forment un multiplex dans la ville.
 US 6 à Davenport. Les routes forment un multiplex dans la ville.
 I-80 à Davenport. Les routes forment un multiplex dans la ville.
 US 30 au sud-ouest de DeWitt. Les routes forment un multiplex jusqu'à DeWitt.
 US 151 au sud de Dubuque. Les routes forment un multiplex jusqu'au sud de Dickeyville, Wisconsin.
 US 52 dans le comté de Dubuque. Les routes forment un multiplex jusqu'au sud de Dubuque.
Wisconsin
 US 18 à Fennimore. Les routes forment un multiplex dans la ville.
 US 14 à Readstown. Les routes forment un multiplex jusqu'à Winona, Minnesota.
 US 53 à La Crosse, Wisconsin
Minnesota
 I-90 au nord de La Crescent. Les routes forment un multiplex jusqu'à Dakota.
 US 63 à Lake City. Les routes forment un multiplex jusqu'à Red Wing.
 US 10 au nord de Hastings. Les routes forment un multiplex jusqu'à Saint Paul.
 I-494 à Newport
 I-94 / US 12 à Saint Paul. Les routes forment un multiplex dans la ville.
 I-694 à Vadnais Heights
 US 8 à Forest Lake
 I-35 à Wyoming